# Baraita
Baraita (aramäisch ברייתא ‚etwas, das außerhalb ist‘; pl. Baraitot) bezeichnet eine Lehrmeinung aus tannaitischer Zeit, die jedoch keinen Eingang in die Mischna gefunden hat.

## Abgrenzungen und Erläuterungen
„Außerhalb“ bezieht sich dementsprechend auf „außerhalb der Mischna“. Ursprünglich könnte sich „außerhalb“ jedoch auf „außerhalb der bedeutendsten Lehrhäuser (d. h. von Sura und Pumbedita)“ bezogen haben, wenngleich in späterer Zeit Tannaim (Lehrer der Mischna) als Autoren einer Baraita genannt werden.
Da die Mischna die gesamte mündliche Tora in sehr knapper Form enthält – um die mündliche Weitergabe zu erleichtern –, sind zahlreiche Varianten, zusätzliche Erklärungen, klärende Ausdeutungen und Regeln nicht in der Mischna enthalten. Diese wurden später zusammengestellt in Werken, die man ebenfalls „Baraitot“ nennt, häufig in Form von Listen von Lehren eines Weisen. „Baraita“ bezeichnet also neben der einzelnen Lehre auch deren Kompilation. Hauptsammlungen von Baraitot sind die Tosefta und die halachischen Midraschim (z. B. Mechilta, Sifra und Sifre).
Baraitot haben halachisch etwas geringeres Gewicht als die Mischna. Trotzdem gelten solche Lehrmeinungen ebenfalls als Beweistexte für die Amoräer, die Lehrer des Talmud, in deren Analysen und Interpretationen der Mischna. In der Regel wird eine Baraita im talmud bavli durch die aramäischen Formulierungen tanja  (aramäisch תניא; hebräisch למדנו בעל פה; dt. ‚es wird gelehrt‘) oder tanu Rabbanan (aramäisch תנו רבנן; hebräisch שנו רבותינו; dt.: „unsere Meister lehrten“) eingeleitet, während ein Mischnazitat mit tenan eingeführt wird. Im Jerusalemer bzw. palästinischen Talmud sind Zitationen aus Baraitot seltener anzutreffen.
Der sprachliche Stil der Baraitot lässt sich von dem der Mischna kaum unterscheiden, wenngleich einzelne Passagen bereits Anzeichen einer späteren Sprachstufe des Hebräischen aufweisen.
Eine Ausgabe gesammelter Baraitot aus dem palästinischen und babylonischen Talmud nahm M. Higger vor (Otsar ha-Baraitot. 10 Bände, New York 1938–1948).